# ییره رودریگز
ییره رودریگز (انگلیسی: Jere Rodríguez؛ زادهٔ ۱۵ مهٔ ۱۹۹۹) بازیکن فوتبال اهل آرژانتین است.